# هنري فيديل
هنري فيديل (بالفرنسية: Henri Vidil)‏ (مواليد 28 مايو 1941) هو سبّاح فرنسي، مثّل بلاده في الألعاب الأولمبية الصيفية 1960.

## روابط خارجية
هنري فيديل على موقع الاتحاد الدولي للسباحة (الإنجليزية)
- هنري فيديل على موقع اللجنة الأولمبية الدولية (الإنجليزية)
- هنري فيديل على موقع أوليمبيديا (الإنجليزية)